# کشف (فیلم)
کشف (انگلیسی: The Discovery) فیلمی در ژانر علمی–تخیلی و رمانتیک است که در سال ۲۰۱۷ منتشر شد. این فیلم در جشنواره‌ی فیلم ساندنس در تاریخ ۲۰ ژانویه‌ی ۲۰۱۷ به عنوان برترین فیلم انتخاب شد.

## داستان
در آینده‌ای نزدیک وجود عالم و زندگی پس از مرگ از نظر علمی ثابت می‌شود. پسر(جیسون سیگل) یک مرد(رابرت ردفورد) از طریق این کشف به داستان زندگی یک زن (رونی مارا) سفر می‌کند و داستان شکست عشقی و گذشته غم‌انگیز او را مشاهده می‌کند.